# La Collada (Abella de la Conca)

La Collada, respecte del terme d'Abella de la Conca

La Collada és una collada situada a 1.254,2 m d'altitud situat en el terme municipal d'Abella de la Conca, a la comarca del Pallars Jussà.
Està situada al sud de la borda del Paulí i a l'oest de cal Pere del Trena i de cal Gavatx.

## Etimologia
Es tracta d'un topònim romànic modern, de caràcter descriptiu: el mot comú, genèric, actua com a topònim, en aquest lloc.